# René-Pierre Signé
 (juillet 2018).
Si vous disposez d'ouvrages ou d'articles de référence ou si vous connaissez des sites web de qualité traitant du thème abordé ici, merci de compléter l'article en donnant les références utiles à sa vérifiabilité et en les liant à la section « Notes et références ».
René-Pierre Signé est un homme politique français, membre du Parti socialiste, né le 16 septembre 1930. 
Médecin généraliste de profession, il prend la suite de François Mitterrand, alors élu président de la République, dans ses fonctions de maire de Château-Chinon (Ville) de 1981 à 2008.

## Biographie
René-Pierre Signé est conseiller général du canton de Château-Chinon de 1970 à 2001.
Il devient aussi sénateur de la Nièvre le 18 décembre 1986 à la suite du décès de Noël Berrier. Il est ensuite réélu le 27 septembre 1992 et le 23 septembre 2001. 
Au Sénat, il est membre du groupe socialiste.
Lors des élections sénatoriales de 2011, il ne se représente pas.

## Synthèse des mandats et fonctions
- Maire de Château-Chinon (Ville) de 1981 à 2008
- Conseiller général de la Nièvre de 1970 à 2001
- Président du Parc naturel régional du Morvan de 1994 à 2001
- Président de la communauté de communes du Haut-Morvan de 1995 à 2008